# Монезиљо
Монезиљо (итал. Monesiglio) је насеље у Италији у округу Кунео, региону Пијемонт.
Према процени из 2011. у насељу је живело 542 становника. Насеље се налази на надморској висини од 392 м.

## Становништво
Према резултатима пописа становништва 2011. у општини је живело 712 становника.
| 1936. | 1951. | 1961. | 1971. | 1981. | 1991. | 2001. | 2011. |
| ----- | ----- | ----- | ----- | ----- | ----- | ----- | ----- |
| 1.433 | 1.372 | 1.172 | 1.048 | 883   | 853   | 752   | 712   |